# مان أوف اكشن إنترتاينمنت
مان اوف اكشن إنترماينت كان اسمه سابقا مان اوف اكشن (بالإنجليزية: man of action) هو فريق كاتب أمريكي جماعي متخصص في مختلف العلامات التجارية لوسائل الإعلام التي تتراوح من التلفزيون والأفلام و الكتب المصورة والرسوم المتحركة يشتهر الاستوديو بعروض الرسوم المتحركة ودراما الأبطال الخارقين وأفلام الحركة الحية و القصص المصورة مثل بن 10 وجينيرايتور ريكس وغورميتي (مسلسل تلفزيوني 2012) والبطل الكبير 6 (كوميكس).

## فيلموغرافيا

### مسلسلات تلفزيونية
- بن 10 - 2000 حتى 2020
- جينيرايتور ريكس - 2010 حتى 2013
- المنتقمون: أقوى أبطال الأرض - 2010 حتى 2013
- غورميتي (مسلسل تلفزيوني 2012) - 2012 حتى 2014
- ألتيميت سبايدرمان - 2012 حتى 2017
- مونسونو - 2012 حتى 2014
- حماة الأرض (مسلسل تلفزيوني) - 2013 حتى 2019
- زاك ستورم - 2016 للأن
- البطل الكبير السادس (مسلسل تلفزيوني) - 2017 للأن
- ميجا مان: مشحون كليا - 2018 حتى 2019
- باكوغان: كوكب المعركة - 2018 للأن
- باور بلايرز - 2019 للأن
- سونيك برايم 2022

## روابط خارجية
- مان أوف اكشن إنترتاينمنت على موقع IMDb (الإنجليزية)